# Station Assen Zuid
Het plan voor Station Assen Zuid was onderdeel van het Kolibriproject, een plan voor het uitbreiden van het openbaar vervoer in de regio Assen-Groningen tussen 2005 en 2020. Het station zou aan de zuidkant van Assen komen te liggen, tussen station Assen en station Beilen aan de spoorlijn Meppel - Groningen. 
Het station Assen Zuid zou aangelegd worden ten behoeve van uitbreiding van activiteiten gerelateerd aan het TT-circuit en een bedrijventerrein ten zuiden van Assen.
In 2014 meldde staatssecretaris Mansveld dat een station nog niet rendabel werd geacht, mogelijk wordt het na 2028 gebouwd.

## Referentie
1. ↑  Masterplan voor 'zuidpoort' Groningen-Assen, architectenweb.nl, 12 april 2007
2. ↑  Station Assen-Zuid op de lange baan geschoven

Assen ·
Beilen ·
Coevorden ·
Dalen ·
Emmen ·
-Zuid ·
Hoogeveen ·
Meppel ·
Nieuw Amsterdam

Zie ook: lijst van voormalige spoorwegstations in Drenthe